# Borneacanthus stenothyrsus
Borneacanthus stenothyrsus är en akantusväxtart som beskrevs av Cornelis Eliza Bertus Bremekamp. Borneacanthus stenothyrsus ingår i släktet Borneacanthus och familjen akantusväxter. Inga underarter finns listade i Catalogue of Life.